# حري

الاغنام الحرية

مجموعة كباش حرية

مجموعة اناث حرية بالغة

خروف حري (أغنام حَرّية)، هي سلالة أغنام عربية سعودية منتشرة بمنطقة الحجاز، سميت بهذا الاسم نسبة إلى الحرات وهي مناطق البراكين الخامدة غرب المملكة العربية السعودية وهي إحدى سلالات الأغنام دهنية الذيل تتواجد بشكل رئيسي في غرب وجنوب غرب الجزيرة العربية وانتشرت مؤخراً في نجد. يصل وزن الذكر البالغ إلى 60 كجم بينما الإناث إلى 45كجم وهي نادراً ما تأتي بقرون، ذات صوف خشن والغالب عليها اللون الأبيض ولكنها قد تأتي بألوان أخرى مثل البني والأسود والابلق. تنتشر هذه السلالة في الحجاز وبالتحديد في حرات الحجاز ما بين الطائف و المدينة المنورة.

## السلالات
أبرز السلالات المعروفة هي:
1. سلالة دعد نسبة إلى قبيلة دعد
2. سلالة بني مالك نسبة لقبيلة بني مالك
3. سلالة شهران نسبة إلى قبيلة شهران
4. سلالة الأغنام الحِجرية بكسر الراء نسبة إلى قبائل رجال الحِجر
5. السلالة الزهيرية